# Canaima
Canaima is een geslacht van spinnen uit de familie trilspinnen (Pholcidae).

## Soorten
Het geslacht kent de volgende soorten:
- Canaima arima (Gertsch, 1982)
- Canaima merida Huber, 2000